# Parsonsfield
Parsonsfield ist eine Town im York County im US-Bundesstaat Maine. Im Jahr 2020 lebten dort 1791 Einwohner in 1166 Haushalten auf einer Fläche von 155,17 km².

## Geographie
Nach dem United States Census Bureau hat Parsonsfield eine Gesamtfläche von 155,17 km², von der 152,52 km² Land sind und 2,64 km² aus Gewässern bestehen.

### Geographische Lage
Parsonsfield liegt im Nordwesten des York Countys und grenzt im Westen an das Carroll County, New Hampshire und im Norden an das Oxford County. Im Nordwesten der Town liegen der West Pond und der Long Pond sowie weitere kleinere Seen. Die nördliche Grenze der Town wird durch den Ossipee River gebildet. Die Oberfläche ist eher eben, die höchste Erhebung ist mit 366 m der Dearborn Mountain.

### Nachbargemeinden
Alle Entfernungen sind als Luftlinien zwischen den offiziellen Koordinaten der Orte aus der Volkszählung 2010 angegeben.
- Norden: Porter, Oxford County, 12,4 km
- Nordosten: Hiram, Oxford County, 14,0 km
- Osten: Cornish, 8,2 km
- Südosten: Limerick, 10,6 km
- Süden: Newfield, 10,6 km
- Südwesten: Wakefield, Carroll County, New Hampshire, 17,9 km
- Westen: Effingham, Carroll County, New Hampshire, 11,6 km
- Nordwesten: Freedom, Carroll County, New Hampshire, 18,6 km

### Stadtgliederung
In Parsonsfield gibt es mehrere Siedlungsgebiete: Blazo's Corner, East Parsonsfield, Kezar Falls, Lord's Mills, Maplewood, North Parsonsfield, Parsonsfield, Parsonsfield Seminary, Roberts Corner, South Parsonsfield, Taylor City und West Parsonsfield.

### Klima
Die mittlere Durchschnittstemperatur in Parsonsfield liegt zwischen −7,8 °C (21 °F) im Januar und 20,6 °C (69 °F) im Juli. Damit ist der Ort gegenüber dem langjährigen Mittel der USA um etwa 9 Grad kühler. Die Schneefälle zwischen Oktober und Mai liegen mit bis zu zweieinhalb Metern mehr als doppelt so hoch wie die mittlere Schneehöhe in den USA; die tägliche Sonnenscheindauer liegt am unteren Rand des Wertespektrums der USA.

## Geschichte
Das Gebiet der Town Parsonsfield wurde ab den 1770er Jahren besiedelt, nachdem es 1661 dem Sagamore Sundy der Abenaki abgekauft worden war. Als Town wurde Parsonsfield am 9. März 1785 organisiert. Benannt wurde die Town nach Thomas Parsons einem der Eigentümer: zunächst als Parsonstown, später als Parsonsfield. 1790 wurde eine Kirche gebaut, 1794 ein Pfarrhaus. Mitte des 19. Jahrhunderts befanden sich sieben Schrotmühlen, sieben Sägemühlen, eine Wollfabrik und eine Ölmühle in der Town. Ein Sanatorium wurde 1911 durch Francis Joseph Welch zur Bekämpfung der Tuberkulose in East Parsonsfield gegründet.

### Einwohnerentwicklung
| Volkszählungsergebnisse – Town of Parsonsfield, Maine | Volkszählungsergebnisse – Town of Parsonsfield, Maine | Volkszählungsergebnisse – Town of Parsonsfield, Maine | Volkszählungsergebnisse – Town of Parsonsfield, Maine | Volkszählungsergebnisse – Town of Parsonsfield, Maine | Volkszählungsergebnisse – Town of Parsonsfield, Maine | Volkszählungsergebnisse – Town of Parsonsfield, Maine | Volkszählungsergebnisse – Town of Parsonsfield, Maine | Volkszählungsergebnisse – Town of Parsonsfield, Maine | Volkszählungsergebnisse – Town of Parsonsfield, Maine | Volkszählungsergebnisse – Town of Parsonsfield, Maine |
| Jahr                                                  | 1700                                                  | 1710                                                  | 1720                                                  | 1730                                                  | 1740                                                  | 1750                                                  | 1760                                                  | 1770                                                  | 1780                                                  | 1790                                                  |
| ----------------------------------------------------- | ----------------------------------------------------- | ----------------------------------------------------- | ----------------------------------------------------- | ----------------------------------------------------- | ----------------------------------------------------- | ----------------------------------------------------- | ----------------------------------------------------- | ----------------------------------------------------- | ----------------------------------------------------- | ----------------------------------------------------- |
| Einwohner                                             |                                                       |                                                       |                                                       |                                                       |                                                       |                                                       |                                                       |                                                       |                                                       | 654                                                   |
| Jahr                                                  | 1800                                                  | 1810                                                  | 1820                                                  | 1830                                                  | 1840                                                  | 1850                                                  | 1860                                                  | 1870                                                  | 1880                                                  | 1890                                                  |
| Einwohner                                             | 1350                                                  | 1763                                                  | 2355                                                  | 2492                                                  | 2442                                                  | 2322                                                  | 2125                                                  | 1894                                                  | 1613                                                  | 1398                                                  |
| Jahr                                                  | 1900                                                  | 1910                                                  | 1920                                                  | 1930                                                  | 1940                                                  | 1950                                                  | 1960                                                  | 1970                                                  | 1980                                                  | 1990                                                  |
| Einwohner                                             | 1131                                                  | 1057                                                  | 1062                                                  | 897                                                   | 946                                                   | 958                                                   | 869                                                   | 971                                                   | 1089                                                  | 1472                                                  |
| Jahr                                                  | 2000                                                  | 2010                                                  | 2020                                                  | 2030                                                  | 2040                                                  | 2050                                                  | 2060                                                  | 2070                                                  | 2080                                                  | 2090                                                  |
| Einwohner                                             | 1584                                                  | 1898                                                  | 1791                                                  |                                                       |                                                       |                                                       |                                                       |                                                       |                                                       |                                                       |

## Kultur und Sehenswürdigkeiten

### Bauwerke
In Parsonsfield wurden mehrere Bauwerke unter Denkmalschutz gestellt und ins National Register of Historic Places aufgenommen.
- Blazo-Leavitt House, 1982 unter der Register-Nr. 82000791.[10]
- Kezar Falls Circulating Library, 2021 unter der Register-Nr. 100007254.[11]
- Capt. James Morison House, 1978 unter der Register-Nr. 78000335.[12]
- Old Town House, 2002 unter der Register-Nr. 02000785.[13]
- Parsons-Piper-Lord-Roy Farm, 2005 unter der Register-Nr. 05000054.[14]
- Parsonsfield Seminary, 1986 unter der Register-Nr. 86001339.[15]
- Porter-Parsonfield Bridge, 1970 unter der Register-Nr. 70000058.[16]
- Andrew Welch Homestead, 2002 unter der Register-Nr. 02000352.[17]

## Wirtschaft und Infrastruktur

### Verkehr
Die Maine State Route 25 verläuft in westöstlicher Richtung entlang der nördlichen Grenze von Parsonsfield. Von ihr zweigt in südlicher Richtung die Maine State Route 160 ab.

### Öffentliche Einrichtungen
Es gibt keine medizinischen Einrichtungen in Parsonsfield. Die nächstgelegenen befinden sich in Ossipee.
In Parsonsfield befindet sich die Kezar Falls Library in der Wadleigh Street.

### Bildung
Parsonsfield gehört mit Baldwin, Cornish, Hiram und Porter zum Maine School Administrative District 55.
Den Schulkindern stehen im Schulbezirk folgende Schulen zur Verfügung:
- Sacopee Valley Elementary School in Hiram
- Sacopee Valley Middle School in Hiram
- Sacopee Valley High School in Hiram

## Persönlichkeiten

### Söhne und Töchter der Stadt
- James W. Bradbury (1802–1901), Politiker
- Amos Tuck (1810–1879), Politiker
- Lorenzo De Medici Sweat (1818–1898), Politiker
- Luther Orlando Emerson (1820–1915), Komponist
- Alzina Stevens (1849–1900), Arbeiterführerin, Sozialreformerin und Redakteurin

### Persönlichkeiten, die vor Ort gewirkt haben
- Rufus McIntire (1784–1866), Politiker